# Gebirgsmausohr

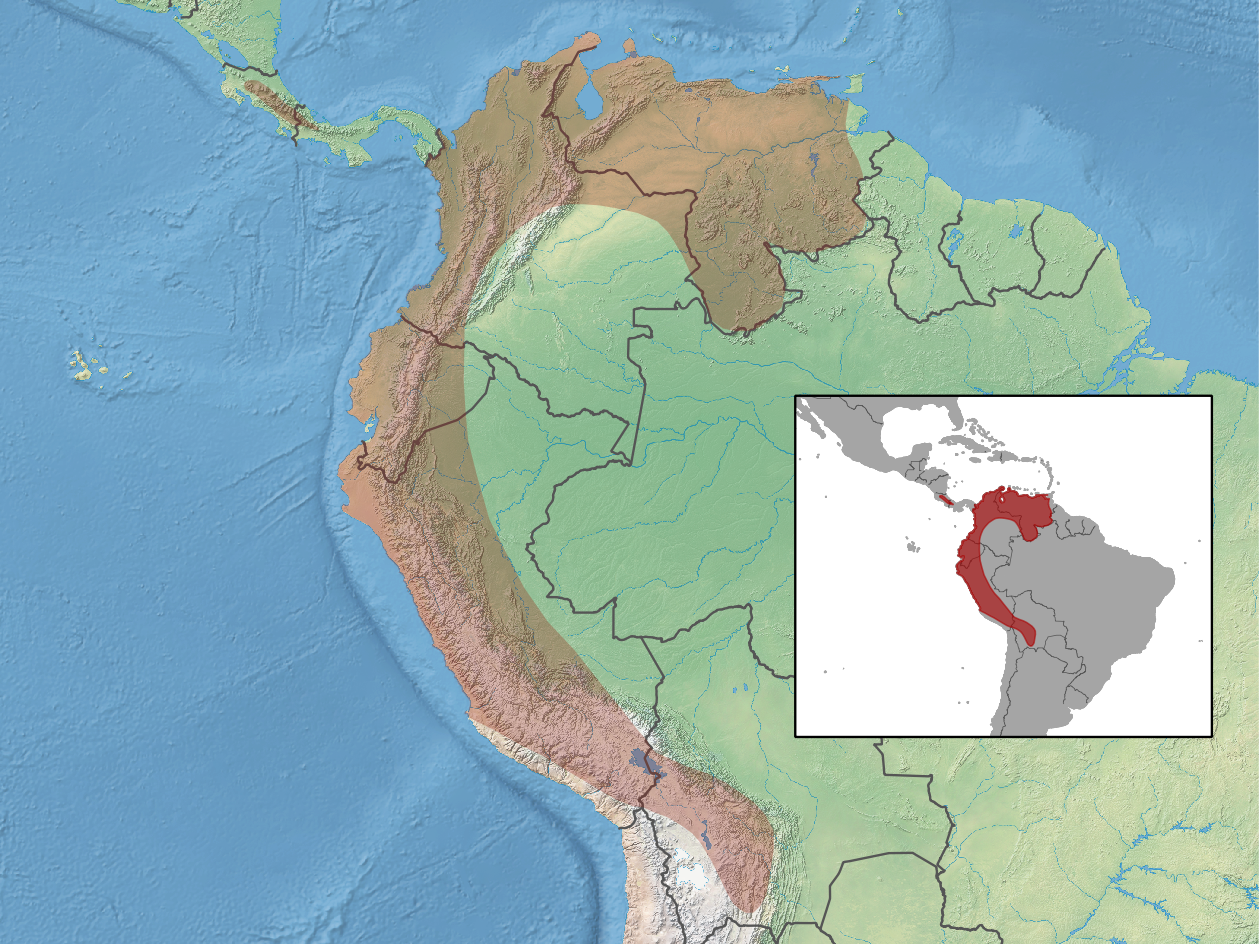
Verbreitungsgebiet des Gebirgsmausohrs

Das Gebirgsmausohr (Myotis oxyotus) ist ein in Mittel- und Südamerika verbreitetes Fledertier in der Gattung der Mausohren. Genetische Studien ermittelten eine nahe Verwandtschaft zum Gelblichen Mausohr (Myotis levis) und zum Schwarzen Mausohr (Myotis nigricans), obwohl letzteres in einer Abhandlung von 2015 zu einer anderen Untergattung gezählt wird. Das Typusexemplar stammt vom Chimborazo.

## Merkmale
Erwachsene Individuen sind ohne Schwanz 41 bis 52 mm lang, die Schwanzlänge beträgt 37 bis 42 mm und das Gewicht liegt bei 4 bis 6 g. Die Art hat 38 bis 43 mm lange Unterarme, Hinterfüße von 7 bis 10 mm Länge und 11 bis 15 mm lange Ohren. Oberseits sind die Haare an den Wurzeln schwarz und an den Spitzen braun, was ein dunkelbraunes Aussehen erzeugt. Unterseits ist gelbbraunes Fell vorhanden. Typisch für den Kopf sind dunkelbraune Ohren mit einem schmalen und spitzen Tragus sowie dunkelbraune nackte Gesichtsteile. Das Gebirgsmausohr hat schwarzbraune Flughäute und die Schwanzflughaut trägt an der Kante wenige Haare. Kennzeichnend sind haarige Füße. Das Schwarze Mausohr hat abweichend seidiges Fell und eine nackte Kante an der Schwanzflughaut.

## Verbreitung und Lebensweise
Die größte Population lebt in den Anden von Kolumbien über Ecuador und Peru bis Bolivien sowie bis Venezuela und im westliche sowie nordöstlichen Vorland. Ob die Art Brasilien und Guyana erreicht, ist nicht bekannt. Eine kleine Population lebt in Costa Rica und im nördlichen Panama. Diese Fledermaus hält sich zwischen 800 und 3900 Meter Höhe auf. Die Art lebt in Wolken- und Nebelwäldern sowie in anderen feuchten Bergwäldern.
Die Exemplare ruhen am Tage in Baumhöhlen und vermutlich in anderen Verstecken. Zur Jagt besuchen sie oft Lichtungen und Landstraßen. In Panama wurden trächtige Weibchen im Februar und Juli registriert.

## Gefährdung
Vermutlich wirken sich Landschaftsveränderungen in tieferen Lagen negativ aus. Im Hochgebirge tritt die Art häufig auf. Die IUCN listet das Gebirgsmausohr als nicht gefährdet (least concern).